# Jan (staw)
Jan (także: Joachim, Jachów) – staw rybny zlokalizowany w rezerwacie przyrody Stawy Milickie (kompleks Potasznia), na wschód od wsi Joachimówka (gmina Milicz), w której znajduje się siedziba zakładu rybackiego Potasznia.
Staw powstał w miejscu wyrobisk rudy darniowej, wydobywanej tu przez Joachima von Maltzana od XVII wieku. Jest najstarszym w kompleksie Potasznia i jednym z większych oraz bardziej interesujących krajobrazowo na terenie Stawów Milickich. Posiada urozmaiconą linię brzegową. Od północy styka się z wydmami porośniętymi przez sosnowy bór, a od wschodu przechodzi w mokradła. Na olszynowych i szuwarowych wyspach zamieszkują liczne gatunki ptaków wodno-błotnych.